# Caldas da Cavaca

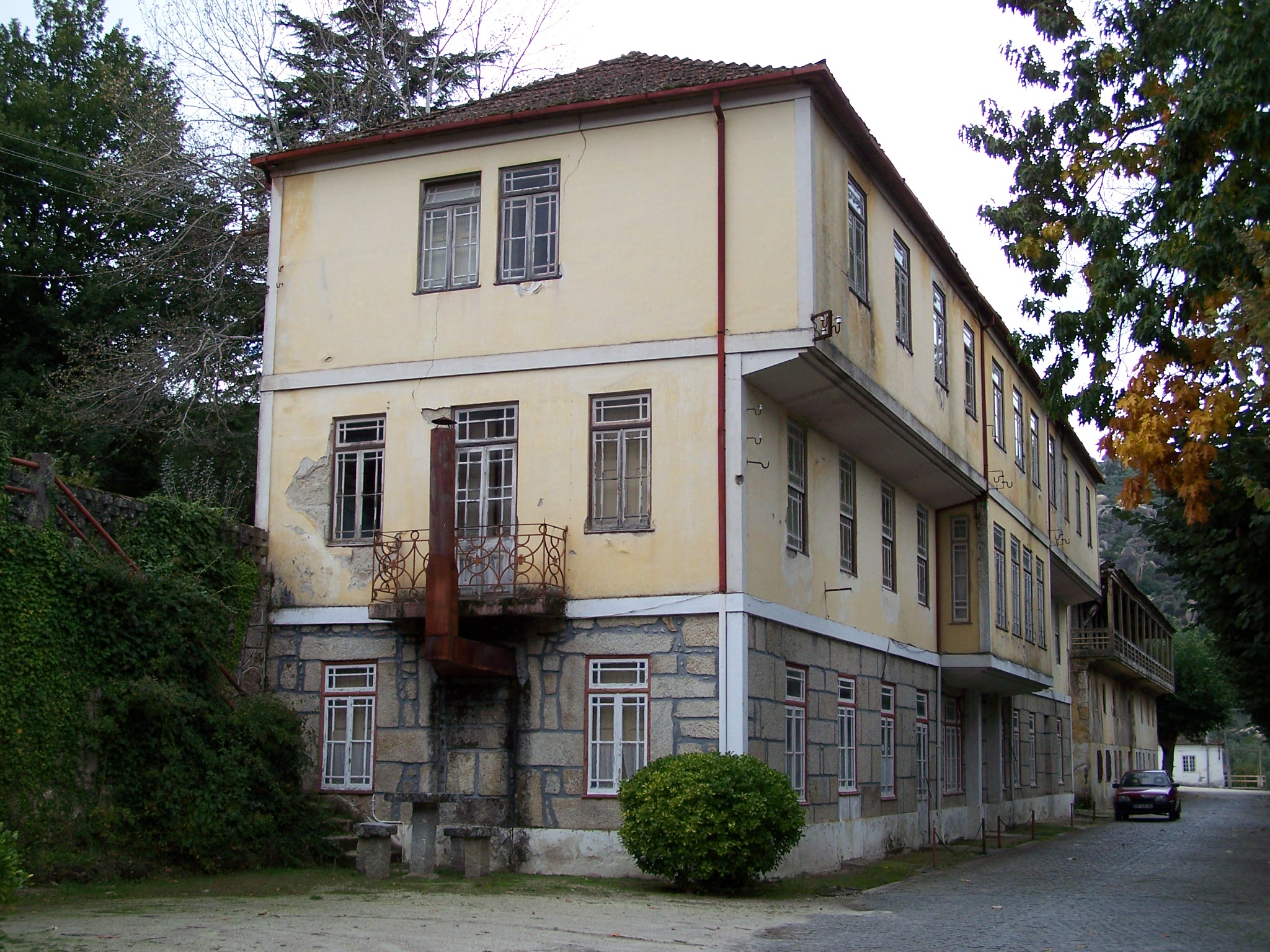
Caldas da Cavaca

Caldas da Cavaca é a designação de uma estância termal situada no Município de Aguiar da Beira, em Portugal, a 580 metros de altitude e a 38 quilómetros de Viseu.
Localizam-se numa quinta com cerca de noventa hectares, a cinco quilómetros da sede do município, na margem esquerda da Ribeira de Coja.
Inauguradas em 1924 por iniciativa do comerciante e autarca Fernando da Silva Laires, as Caldas da Cavaca estiveram abertas desde aquele ano até 1995, ano em que encerraram por cerca de 13 anos.
Foram propriedade privada até 1983, ano em que transitaram para a posse da autarquia de Aguiar da Beira. Reabriram em 2008, após 15 anos de remodelação.
É uma água meso-termal, fracamente mineralizada, brotada a uma temperatura entre os 25 e 30 graus, hiposalina, súlfurea sódica, fluoretada e titânica.

## Indicações Terapêuticas
- Doenças Digestivas
- Doenças da Pele
- Doenças Músculo-Esqueléticas e Osteo-Articulares
- Doenças Respiratórias